# Bildstock 1625 (Sindeldorf)

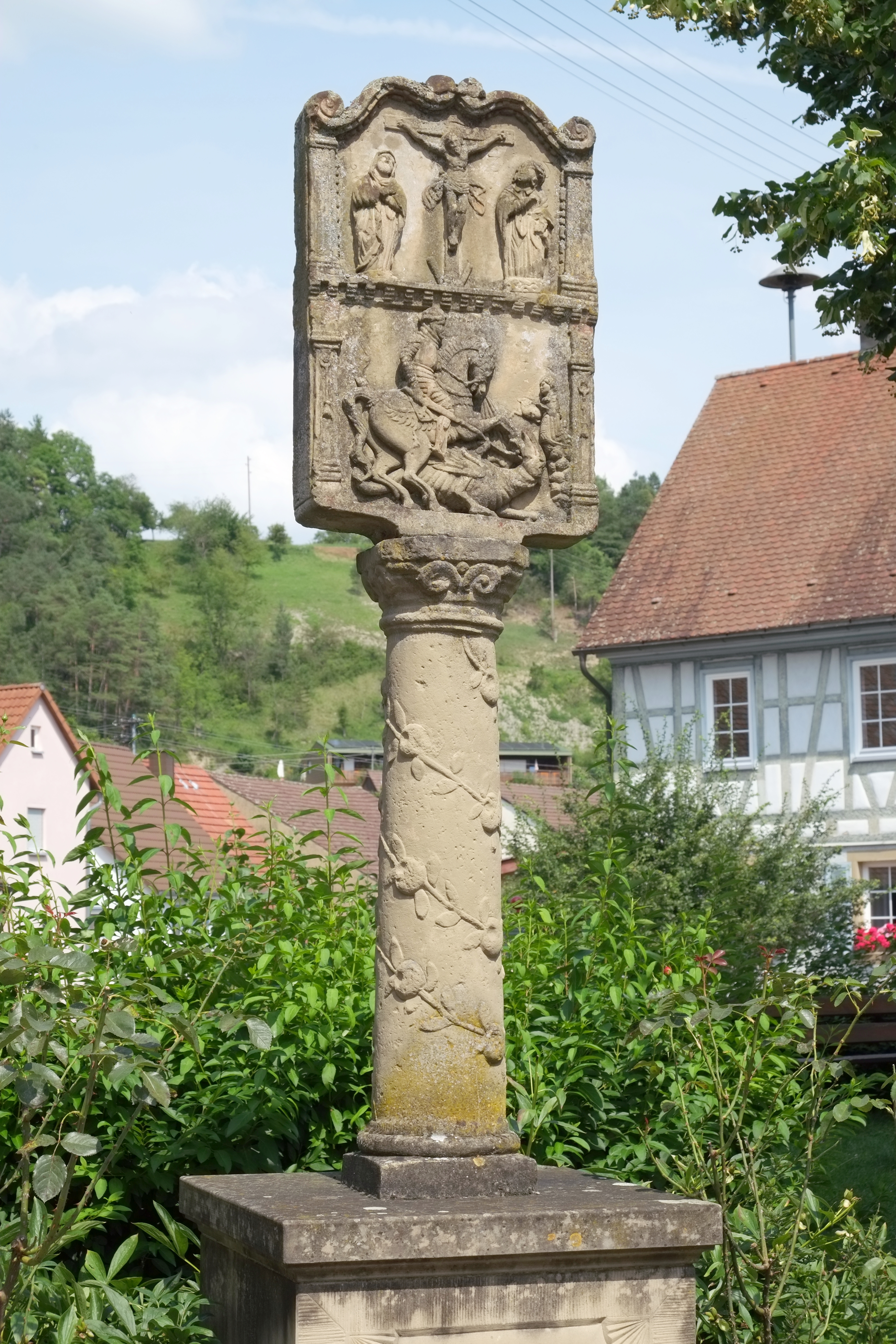
Bildstock in Sindeldorf

Der Bildstock aus dem Jahr 1625 in Sindeldorf, einem Ortsteil der Gemeinde Schöntal im baden-württembergischen Hohenlohekreis, steht seit der Renovierung im Jahr 1992 an der Marlacher Straße/Ecke Am Ring.
Der 3,20 Meter hohe Bildstock (Bildstock Nr: 261001) auf würfelförmigem Postament besteht aus einer rankenverzierten Säule auf der ein Relief mit zwei Szenen steht. Oben ist die Kreuzigung Christi und unten der Kampf des heiligen Georg oder des Erzengels Michael mit dem Drachen dargestellt.